# Katarina Radivojević
Katarina Radivojević (Beograd, 29. ožujka 1979.) je srbijanska kazališna, televizijska i filmska glumica.

## Filmografija

### Televizijske uloge
- "Sva ta ravnica" kao Helena Hercegy (2010.)
- "Najbolje godine" kao Lorena Hajduk (2009. – 2011.)
- "Ljubav i mržnja" kao Ivana (2007. – 2008.)
- "Dangube" (2005.)
- "Laku noć, deco" kao djevojka (2003.)
- "Policajac sa Petlovog brda" kao Sonja (1993. – 1994.)

### Filmske uloge
- "Morfiy" kao Ekaterina Karlovna (2008.)
- "Čarlston za Ognjenku" kao Mala Boginja (2008.)
- "S.O.S. - Spasite naše duše" kao Danka (2007.)
- "Potera za Sreć(k)om" kao Cica (2005.)
- "Libero" kao Peggy Hot Line (2005.)
- "Vuk" kao Dunja (2004.)
- "Pljačka Trećeg rajha" kao Ana Muci (2004.)
- "Lavirint" kao Tamara Lojtes (2002.)
- "Zona Zamfirova" kao Zona Zamfirova (2002.)
- "Klasa 2002" (2002.)
- "Lola" kao Lola (2001.)
- "Policajac sa Petlovog brda" kao Sonja (1992.)

## Vanjske poveznice
- Katarina Radivojević u internetskoj bazi filmova IMDb-u (engl.)